# Station Stadthagen
Station Stadthagen (Bahnhof Stadthagen) is een spoorwegstation in de Duitse plaats Stadthagen in de deelstaat Nedersaksen. Het station ligt aan de spoorlijn Hannover - Minden, de lijn naar Rinteln wordt nu gebruikt door museumtreinen. 

## Indeling
Het station heeft twee eilandperrons met beide twee perronsporen. De perrons hebben deels een overkapping en is te bereiken via trappen en liften vanaf de voetgangerstunnel onder de sporen. Deze tunnel komt uit in het stationsgebouw. De perronsporen 2 en 3 liggen aan de doorgaande spoorlijn en deze zijn deels afgestreept uit oogpunt van de veiligheid, omdat de baanvaksnelheid hier 200 km/h is. 
In het stationsgebouw is er een DB Reisezentrum (OV-Servicewinkel) en een horecagelegenheid. Aan de voorzijde van het gebouw aan het stationsplein is er een busstation en een taxistandplaats. Achter het stationsgebouw is er een fietsenstalling en een parkeerterrein. Naast de fietsenstalling staat het seinhuis van Stadthagen.

## Verbindingen
Het station is onderdeel van de S-Bahn van Hannover, die wordt geëxploiteerd door DB Regio Nord. Daarnaast stoppen er Regional-Express-treinen van Westfalenbahn op het station. De volgende treinserie doet het station Stadthagen aan:
| Serie | Treinsoort                       | Route | Bijzonderheden                      |
| ----- | -------------------------------- | --- | ----------------------------------- |
| RE 60 | Regional-Express (Westfalenbahn) | Rheine – Osnabrück Hbf – Bünde (Westf) – Löhne (Westf) – Bad Oeynhausen – Minden (Westf) – Stadthagen – Hannover Hbf – Lehrte – Braunschweig Hbf | Ems-Leine-Express 1x per twee uur   |
| RE 70 | Regional-Express (Westfalenbahn) | Bielefeld Hbf – Herford – Löhne (Westf) – Bad Oeynhausen – Minden (Westf) – Stadthagen – Hannover Hbf – Lehrte – Braunschweig Hbf                | Weser-Leine-Express 1x per twee uur |
| S1    | S-Bahn (DB Regio Nord)           | Minden (Westf) – Stadthagen – Haste – Seelze – Hannover Hbf – Weetzen – Barsinghausen – Haste                                                    |                                     |

Hannover Hbf ·
Hannover-Nordstadt ·
Hannover-Leinhausen · 
Letter ·
Seelze ·
Dedensen/Gümmer ·
Wunstorf ·
Haste ·
Lindhorst ·
Stadthagen ·
Kirchhorsten ·
Bückeburg ·
Minden (Westf) ·
Porta Westfalica ·
Bad Oeynhausen ·
Löhne (Westf) ·
Hiddenhausen-Schweicheln ·
Herford ·
Brake ·
Bielefeld Hbf ·
Brackwede ·
Isselhorst-Avenwedde ·
Gütersloh Hbf ·
Rheda-Wiedenbrück ·
Oelde ·
Neubeckum ·
Ahlen (Westf) ·
Heessen ·
Hamm (Westf)